# Pleternica
Pleternica (tyska: Pleternitz) är en stad i Kroatien. Staden har 3 739 och kommunen 12 883 invånare (2001). Pleternica ligger i Požega-Slavoniens län i landskapet Slavonien, 12 km sydöst om länets residensstad Požega.

## Orter i kommunen
Pleternica utgör huvudorten i kommunen men samma namn. I kommunen finns förutom Pleternica följande 37 orter: Ašikovci, Bilice, Blacko, Brđani, Bresnica, Brodski Drenovac, Bučje, Buk, Bzenica, Ćosinac, Frkljevci, Gradac, Kadanovci, Kalinić, Knežci, Komorica, Koprivnica, Kuzmica, Lakušija, Mali Bilač, Mihaljevići, Novoselci, Pleternički Mihaljevci, Poloje, Ratkovica, Resnik, Sesvete, Srednje Selo, Sulkovci, Svilna, Trapari, Tulnik, Vesela, Viškovci, Vrčin Dol, Zagrađe och Zarilac.

## Historia
Arkeologiska utgrävningar visar att området där Pleternica ligger varit bebott sedan äldre stenåldern. Keramiska föremål efter Baden- och Vučedolkulturen har påträffats i området.
1270 omnämns staden för första gången i ett skrivet dokument. Under medeltiden kallades staden för Sveti Nikola (Sankt Nikolaus) efter församlingskyrkan.
1536 intogs Pleternica av osmanerna som avancerade norrut. Osmanerna kontrollerade staden fram till 1688 då staden befriades och åter inlemmades i den habsburgska kronans domäner. Under habsburgarnas styre hade Pleternica olika härskare, däribland den tyske friherren Franz von der Trenck som lät uppföra en kasern i staden. Efter von der Trencks död 1749 dominerades staden av det kejserliga handelskompaniet. 1779 lät kejsarinnan Maria Teresia uppföra den första skolan i Pleternica och 1894 byggdes en järnväg som kom att passera staden.